# John Rutledge
John Rutledge (17. září 1739 Charleston – 23. červenec 1800 Jižní Karolína) byl americký politik.
Práva vystudoval v Londýně. V roce 1761 vstoupil do politiky. Jeho mladší bratr Edward Rutledge podepsal Prohlášení nezávislosti. V 1774 Rutledge zasedal v prvním Kontinentálním kongresu, v roce 1775 zasedal v druhém Kontinentálním kongresu. V letech 1776 až 1778 byl guvernérem v rodném státě.
Od 12. srpna 1795 do 15. prosince 1795 byl prozatímním předsedou Nejvyššího soudu Spojených států amerických. Roku 1787 se za Jižní Karolínu účastnil Filadelfského ústavního konventu a je jedním z 39 signatářů Ústavy Spojených států amerických.